# Małgorzata Napiórkowska
Małgorzata Napiórkowska (ur. 16 lutego 1962 w Warszawie, zm. 14 czerwca 2000 we Wrocławiu) – polska aktorka.

## Życiorys
W 1985 ukończyła studia na Wydziale Aktorskim PWST w Krakowie – Filia we Wrocławiu (dyplom obroniła w 1998)
W latach 1985–1992 i 1994–2000 była aktorką Teatru Współczesnego im. Edmunda Wiercińskiego we Wrocławiu (od 1995 Wrocławskiego Teatru Współczesnego im. Edmunda Wiercińskiego), w latach 1992–1994 występowała Estradzie Wrocławskiej. Zagrała m.in. Zewtel w Sztukmistrzu z Lublina Isaaca Bashevisa Singera w reżyserii Jana Szurmieja, Margaret w Kotce na rozgrzanym od słońca blaszanym dachu Tennessee Williamsa w reżyserii Janusza Kijowskiego, Raisę Filipowną w Samobójcy Nikołaja Erdmana w reżyserii Jerzego Jarockiego, Mańkę w Ślubie Witolda Gombrowicza w reżyserii Andrzeja Makowieckiego, Jenny w Operze za trzy grosze Bertolda Brechta w reżyserii Jana Błeszyńskiego, Daniuszę w Wiśniowym sadzie Antona Czechowa. Wystąpiła także trzykrotnie w Teatrze Telewizji.

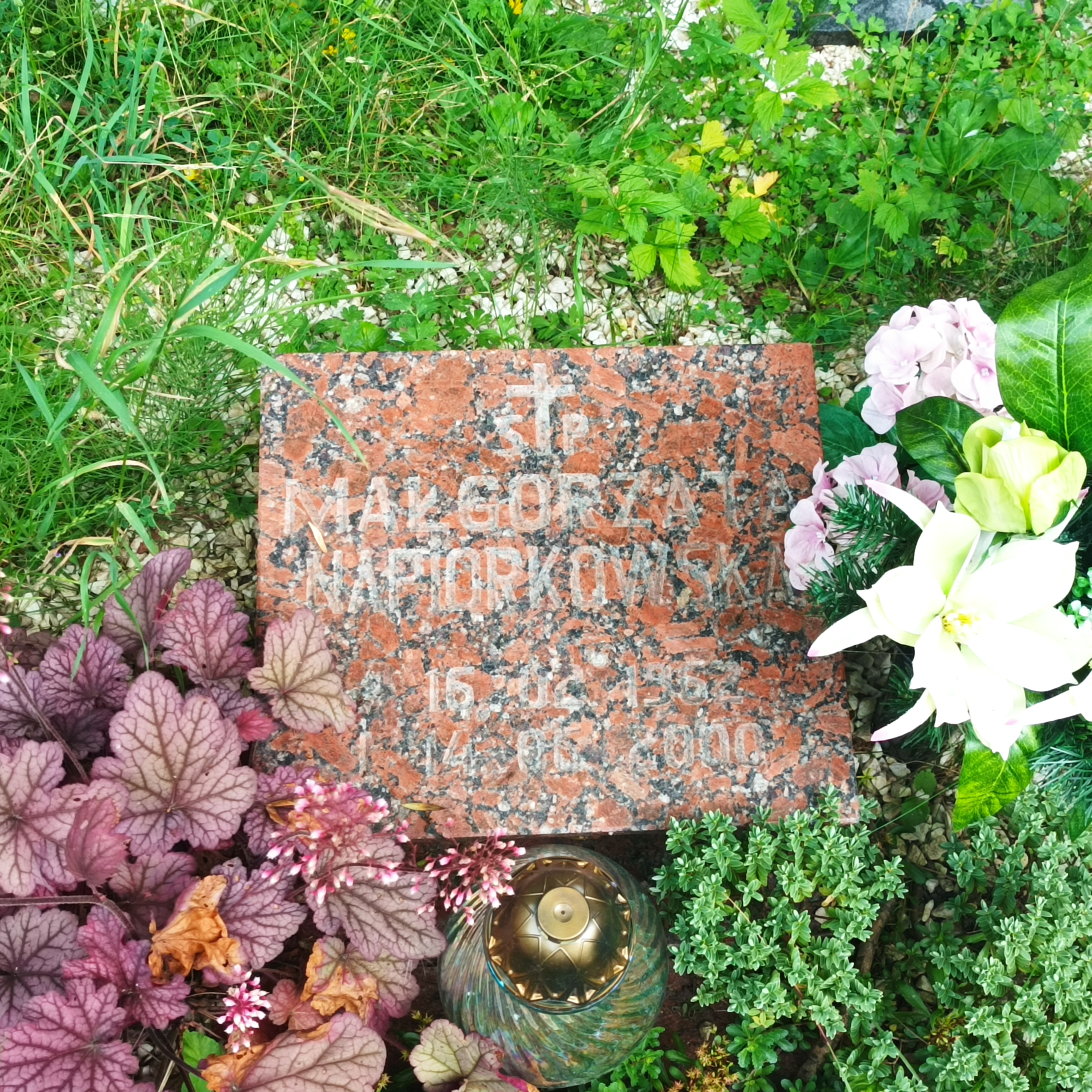
Grób Małgorzaty Napiórkowskiej na Cmentarzu Grabiszyńskim

Sporadycznie występowała także w filmach (m.in. epizody w In flagranti Wojciecha Biedronia, O rety, moja babcia ma chłopaka Witolda Świętnickiego, Nie ma zmiłuj Waldemara Krzystka) i serialach telewizyjnych (Życie jak poker).
Jest pochowana na wrocławskim Cmentarzu Grabiszyńskim.
Od 2003 Rada Wydziału Aktorskiego wrocławskiej szkoły teatralnej przyznaje nagrodę jej imienia dla najlepszego studenta/studentki tej uczelni.